# صوفي باركر
صوفي باركر (بالإنجليزية: Sophie Barker)‏ هي مغنية وكاتبة غنائية بريطانية، ولدت في 5 نوفمبر 1971 في لندن في المملكة المتحدة.

## وصلات خارجية
- الموقع الرسمي
- صوفي باركر على موقع IMDb (الإنجليزية)
- صوفي باركر على موقع ميوزك برينز (الإنجليزية)
- صوفي باركر على موقع أول ميوزيك (الإنجليزية)
- صوفي باركر على موقع ديسكوغز (الإنجليزية)